# Juan Manuel de Berriozábal
Juan Manuel de Berriozábal-Beitia y Álvarez de Foronda, VI marqués de Casa Jara (Urubamba, Cuzco, 28 de mayo de 1814 - † Arcachon, Gironde, 12 de julio de 1872) fue un escritor y noble hispano-peruano

## Biografía
Su padre fue el oidor vasco Manuel Plácido de Berriozábal y Beitia, quien fue ministro del Consejo y de la Cámara de Indias. Su madre fue María Francisca Álvarez de Foronda, V marquesa de Casa Jara, IV marquesa de Rocafuerte, XII condesa de Casa Palma y III condesa de Vallehermoso.
Al igual que muchas familias de la nobleza criolla, pasó a España con sus padres, luego de la independencia del Perú. Al concluir su educación fue investido con el hábito de caballero de la Orden de Santiago (1833), y luego su madre le cedió el título de marqués de Casa Jara (12 de marzo de 1835). Posteriormente, heredó los otros títulos de su madre.
Se casó, en primeras nupcias, en 1839 en Madrid con Jacinta García de la Torre y del Conde y, luego, en 1871 en Suze-la-Rousse con Marie-Louise d'Alselme de Puisaye, hija del marqués Hubert d'Anselme de Puisaye. Tuvo dos hijas de su primer matrimonio.
Establecido en París, se consagró en la escritura a los temas místicos, unas veces inspirados en pasajes bíblicos y otras en sus propias vivencias religiosas. Falleció en un chalet de Tartas de Arcachon en la Gironda francesa. Su única hija sobreviviente, María Josefa, falleció el mismo día que él por lo que su único nieto heredó todos sus títulos.

## Obras
- El recreo práctico religioso (1843).
- La reina de los cielos (1844).
- Los seres invisibles (1847).
- Observaciones sobre las bellezas literarias, históricas, profético-poéticas y religiosas de la Sagrada Biblia (1849).
- El talento bajo todos sus aspectos y relaciones (1852).
- La Felicidad del Pensamiento. Madrid, 1854

- Poesías Sagradas.

## Matrimonio y descendencia
Casado con Jacinta Felipa Josefa Francisca García de la Torre y del Conde, tuvo dos hijas:
- María de los Dolores de Berriozábal-Beytia y García de la Torre (Madrid, 1840-1866)
- María Josefa Ildefonsa de Berriozábal-Beytia y García de la Torre (Madrid, 1849-1872)